# 関口裕昭
関口 裕昭（せきぐち ひろあき、1964年 - ）は、日本のドイツ文学者・比較文学者。明治大学情報コミュニケーション学部教授。

## 略歴
大阪府出身。1983年大阪府立三国丘高校卒業。1988年慶應義塾大学文学部独文学専攻卒業。1991年同大学院文学研究科修士課程修了、1994年同博士課程単位取得満期退学。在学中にドイツ・ゲッティンゲン大学に留学。2011年「パウル・ツェランとユダヤの傷 :《間テクスト性》研究」で博士（文学）（京都大学）。
日本学術振興会特別研究員、愛知県立芸術大学准教授を経て、2009年明治大学情報コミュニケーション学部准教授。2014年教授。
専門は近現代ドイツ抒情詩、ドイツ・ユダヤ文学、比較文学。パウル・ツェラン研究が主。

## 著書
- 『パウル・ツェランへの旅』（郁文堂） 2006年 - 第4回オーストリア文学会賞受賞[1]
- 『評伝 パウル・ツェラン』（慶應義塾大学出版会） 2007年 - 第10回小野十三郎賞記念特別賞受賞[1]
- 『パウル・ツェランとユダヤの傷 - ≪間テクスト性≫研究』（慶應義塾大学出版会） 2011年 - 第19回連合駿台会学術賞受賞[1]
- 『翼ある夜 ツェランとキーファー』（みすず書房） 2015年

## 翻訳
- 『うんちしたのはだれよ!』（Vom kleinen Maulwurf, der wissen wollte, wer ihm auf den Kopf gemacht hat (1989)、ヴェルナー・ホルツヴァルト著、ヴォルフ・エールブルッフ絵、偕成社）1993年
- 『パウル・ツェランと中国の天使』（Celan und der chinesische Engel (2020)、多和田葉子著、注釈・翻訳、文藝春秋） 2023年